# Aeropuerto Internacional Philip S. W. Goldson
El Aeropuerto Internacional Philip SW Goldson (IATA: BZE, OACI: MZBZ) (del inglés: Philip S. W. Goldson International Airport), es un aeropuerto que sirve a la nación de la ciudad más grande de Belice, la Ciudad de Belice a lo largo de la costa este de América Central. Lleva el nombre del político Philip S. W. Goldson, quien murió en 2001. El aeropuerto internacional Philip S. W. Goldson está a unos 30 minutos en coche del centro de la ciudad de Belice, en Ladyville. El aeropuerto se encuentra a una altura de 5 m (16 pies) y esto significa que tanto el aeropuerto como la totalidad de la ciudad de Belice están en riesgo de inundaciones graves debido a su baja elevación y ubicación costera. Por esta razón, la capital de Belice se trasladó a Belmopán, pero sigue siendo la más grande y concurrida del país. Con un crecimiento estable de pasajeros, el Aeropuerto Internacional Philip S. W. Goldson es actualmente el séptimo aeropuerto más ocupado de América Central.

## Aerolíneas y destinos

### Pasajeros
| Aerolíneas           | Destinos                                                                                          |
| -------------------- | ------------------------------------------------------------------------------------------------- |
| Air Canada Rouge     | Estacional: Montreal–Trudeau (inicia el 8 de diciembre de 2025), Toronto–Pearson                  |
| Alaska Airlines      | Los Ángeles Estacional: Seattle-Tacoma                                                            |
| American Airlines    | Dallas/Fort Worth, Miami Estacional: Charlotte                                                    |
| Copa Airlines        | Ciudad de Panamá–Tocumen                                                                          |
| Delta Air Lines      | Atlanta Estacional: Mineápolis/St. Paul                                                           |
| JetBlue Airways      | Nueva York–JFK                                                                                    |
| Maya Island Air      | Cayo Chapel, Cayo Corker, Corozal, Dangriga, Placencia, Punta Gorda, San Pedro                    |
| Southwest Airlines   | Houston–Hobby Estacional: Baltimore, Denver                                                       |
| Spirit Airlines      | Fort Lauderdale (inicia el 21 de noviembre de 2025)                                               |
| Sun Country Airlines | Estacional: Mineápolis/St. Paul                                                                   |
| TAG Airlines         | Ciudad de Guatemala                                                                               |
| Tropic Air           | Cancún, Cayo Corker, Corozal, Dangriga, Placencia, Punta Gorda, Roatán, San Pedro, San Pedro Sula |
| United Airlines      | Houston–Intercontinental Estacional: Chicago–O'Hare, Denver, Los Ángeles, Newark, San Francisco   |
| WestJet              | Estacional: Calgary, Toronto–Pearson                                                              |

### Carga
| Aerolíneas             | Destinos |
| ---------------------- | -------- |
| Amerijet International | Miami    |

### Destinos nacionales
Se brinda servicio a 7 ciudades dentro del país a cargo de 2 aerolíneas.
| Cayo Chapel (CYC) | • |   |   | 1 |
| Cayo Corker (CUK) | • | • |   | 2 |
| Corozal (CZH)     | • | • |   | 2 |
| Dangriga (DGA)    | • | • |   | 2 |
| Placencia (PLJ)   | • | • |   | 2 |
| Punta Gorda (PND) | • | • |   | 2 |
| San Pedro (SPR)   | • | • |   | 2 |
| Total             | 7 | 6 | 0 | 7 |

### Destinos internacionales
Se ofrece servicio a 25 destinos internacionales (10 estacionales), a cargo de 14 aerolíneas.
| Ciudades                                                      | Nombre del aeropuerto                                 | Aerolíneas                                                                         |              |              |              |
| Norteamérica                                                  | Norteamérica                                          | Norteamérica                                                                       | Norteamérica | Norteamérica | Norteamérica |
| ------------------------------------------------------------- | ----------------------------------------------------- | ---------------------------------------------------------------------------------- | ------------ | ------------ | ------------ |
| Canadá (3 destinos [estacionales], 2 aerolíneas)              |                                                       |                                                                                    |              |              |              |
| Calgary                                                       | Aeropuerto Internacional de Calgary                   | WestJet (Estacional)                                                               |              |              |              |
| Montreal                                                      | Aeropuerto Internacional Pierre Elliott Trudeau       | Air Canada Rouge (Estacional) (inicia el 8 de diciembre de 2025)                   |              |              |              |
| Toronto                                                       | Aeropuerto Internacional Toronto Pearson              | Air Canada Rouge (Estacional) / WestJet (Estacional)                               |              |              |              |
| Estados Unidos (17 destinos [7 estacionales], 8 aerolíneas)   |                                                       |                                                                                    |              |              |              |
| Atlanta                                                       | Aeropuerto Internacional Hartsfield-Jackson           | Delta Air Lines                                                                    |              |              |              |
| Baltimore                                                     | Aeropuerto Internacional de Baltimore-Washington      | Southwest Airlines (Estacional)                                                    |              |              |              |
| Charlotte                                                     | Aeropuerto Internacional de Charlotte-Douglas         | American Airlines (Estacional)                                                     |              |              |              |
| Chicago                                                       | Aeropuerto Internacional O'Hare                       | United Airlines (Estacional)                                                       |              |              |              |
| Dallas                                                        | Aeropuerto Internacional de Dallas-Fort Worth         | American Airlines                                                                  |              |              |              |
| Denver                                                        | Aeropuerto Internacional de Denver                    | Frontier Airlines / Southwest Airlines (Estacional) / United Airlines (Estacional) |              |              |              |
| Fort Lauderdale                                               | Aeropuerto Internacional de Fort Lauderdale-Hollywood | Spirit Airlines (inicia el 21 de noviembre de 2025)                                |              |              |              |
| Houston                                                       | Aeropuerto Intercontinental George Bush               | United Airlines                                                                    |              |              |              |
| Houston                                                       | Aeropuerto William P. Hobby                           | Southwest Airlines                                                                 |              |              |              |
| Los Ángeles                                                   | Aeropuerto Internacional de Los Ángeles               | Alaska Airlines / United Airlines (Estacional)                                     |              |              |              |
| Miami                                                         | Aeropuerto Internacional de Miami                     | American Airlines                                                                  |              |              |              |
| Mineápolis                                                    | Aeropuerto Internacional de Mineápolis-Saint Paul     | Delta Air Lines (Estacional) / Sun Country Airlines (Estacional)                   |              |              |              |
| Newark                                                        | Aeropuerto Internacional Libertad de Newark           | United Airlines (Estacional)                                                       |              |              |              |
| Nueva York                                                    | Aeropuerto Internacional John F. Kennedy              | JetBlue Airways                                                                    |              |              |              |
| Orlando                                                       | Aeropuerto Internacional de Orlando                   | Frontier Airlines                                                                  |              |              |              |
| San Francisco                                                 | Aeropuerto Internacional de San Francisco             | United Airlines (Estacional)                                                       |              |              |              |
| Seattle                                                       | Aeropuerto Internacional de Seattle-Tacoma            | Alaska Airlines (Estacional)                                                       |              |              |              |
| México (1 destino, 1 aerolínea)                               |                                                       |                                                                                    |              |              |              |
| Cancún                                                        | Aeropuerto Internacional de Cancún                    | Tropic Air                                                                         |              |              |              |
| Centroamérica                                                 |                                                       |                                                                                    |              |              |              |
| Guatemala (1 destino, 1 aerolínea)                            |                                                       |                                                                                    |              |              |              |
| Ciudad de Guatemala                                           | Aeropuerto Internacional La Aurora                    | TAG Airlines                                                                       |              |              |              |
| Honduras (2 destinos, 1 aerolínea)                            |                                                       |                                                                                    |              |              |              |
| Roatán                                                        | Aeropuerto Internacional Juan Manuel Gálvez           | Tropic Air                                                                         |              |              |              |
| San Pedro Sula                                                | Aeropuerto Internacional Ramón Villeda Morales        | Tropic Air                                                                         |              |              |              |
| Panamá (1 destino, 1 aerolínea)                               |                                                       |                                                                                    |              |              |              |
| Ciudad de Panamá                                              | Aeropuerto Internacional de Tocumen                   | Copa Airlines                                                                      |              |              |              |
| Total: 25 destinos (10 estacionales), 6 países, 14 aerolíneas |                                                       |                                                                                    |              |              |              |

## Aeropuertos cercanos
Los aeropuertos más cercanos son:
- Aeropuerto Municipal de la Ciudad de Belice (12 km)
- Aeropuerto de Cayo Corker (36km)
- Aeropuerto de San Pedro (55km)
- Aeropuerto de Cayo Chapel (57km)
- Aeropuerto de Belmopán (58km)